# Leucopis rufithorax
Leucopis rufithorax är en tvåvingeart som beskrevs av Tanasijtshuk 1958. Leucopis rufithorax ingår i släktet Leucopis och familjen markflugor. Inga underarter finns listade i Catalogue of Life.